# 觅密悬律
《觅密悬律》（羅馬化：Khwam Lap Nai Botphleng Thi Banleng Mai Ru Jop）为基亚契邦·斯里桑（Force）、卡西特·普洛彭（Book）领衔主演的泰国同志悬疑爱情剧。此剧预计将在2025年通过GMM 25电视台播出。
此剧由GMMTV与Snap 25 Production制作，并在2024年11月GMMTV的“RIDING THE WAVE”新戏发布会上公开先导预告片。

## 演员阵容

### 主要人物
- 基亚契邦·斯里桑 饰演 Tankhun Rongsompong（Tan）
- 卡西特·普洛彭 饰演 Botphleng

### 其他人物
- 诺帕努·甘塔柴
- 普洛伊湘普·素帕莎 饰演 Darakorn Decha-anek
- 帕查彤·塔娜瓦 饰演 Tan的妹妹
- 蒂亚达·潘布阿 饰演 Botphleng的母亲
- 皮雅玛丝·玛妮雅坤